# Dzu Čongdži
Dzu Čongdži (kitajsko: 祖冲之; pinjin: Zǔ Chōngzhī; Wade-Giles: Tsu Ch'ung-chih), kitajski astronom, matematik in fizik, * 429, Baoding, Hebei, Kitajska, † 501.

## Življenje in delo
Dzu Čongdži je živel za časa Južnih dinastij Song (420-479) in Ki (479-502).
Njegovi predniki izhajajo iz okrožja Kju, Fandžang (danes okraja Lajdžuan, provinca Hebei). Njegov ded Dzu Čang je pred opustošenjem vojne v času velikih selitev med vladanjem Vzhodne dinastije Džin (317-420) prebežal iz province Hebei na severu Kitajske na jug, v okolico reke Jangcekjang. Dzu Čang je bil dolgo časa odgovoren za vladne konstrukcijske projekte. Tudi Dzu Čongdžijev oče je delal za kitajski dvor in so ga zaradi njegove učenosti zelo spoštovali.
Dzu Čongdžijeva družina se je ukvarjala z astronomijo, tako da je mladi Dzu Čongdži dobil dobro podlago iz astronomije in matematike. Že zelo mlad si je pridobil ugled. Ko je cesar Ksiaovu slišal zanj, so ga poslali na Akademijo »Huálín Ksuéšěng«, da bi lahko raziskoval. Leta 461 je dobil službo pri krajevnem guvernerju v Nanšuju (danes Džendžjang v provinci Džjangsu).
Leta 465 je uvedel izboljšan koledar.
Neodvisno od Ptolemeja je okoli leta 470 našel vrednost tretjega približka z navadnim končnim verižnim ulomkom za π (密率, Milü):
{\displaystyle \pi =[3;7,16]={3+{1 \over 7+{1 \over 16}}}=\left\{3,{\frac {22}{7}},{\frac {333}{106}},{\frac {355}{113}}\right\}=3,14159292035398230\,\!.}
Kako je prišel do rezultata ni znano, najverjetneje pa je približek dobil po mnogokotniški metodi s krogu včrtanim pravilnim mnogokotnikom s številom stranic n = 24576 = 213 · 3. Uporabljal je tudi vrednost 22/7 (约率, Juelu). Okoli leta 480 je prvo vrednost še natančneje omejil z:
{\displaystyle [3;7,15,1,243,1,1,9,1,1,4]=3,1415926<\pi <3,1415927=[3;7,15,1,354,2,6,1,4,1,2]\!\,,}
s čimer je imel pravilnih kar 7 decimalk. Srednja vrednost da približek:
{\displaystyle \pi =[3;7,15,1,288,1,2,1,3,1,7,4]\!\,}
{\displaystyle \pi =\left\{3,{\frac {22}{7}},{\frac {333}{106}},{\frac {355}{113}},{\frac {102573}{32650}},{\frac {102928}{32763}},{\frac {308429}{98176}},{\frac {411357}{130939}},{\frac {1542500}{490993}},{\frac {1953857}{621932}},{\frac {15219499}{4844517}},{\frac {62831853}{20000000}}\right\}=3,14159265\!\,,}
ki je točen na 8 decimalk.